# Miary rosyjskie
Miary rosyjskie – system miar wprowadzony w Imperium Rosyjskim ukazem carskim 11 października 1835, natomiast w Królestwie Kongresowym w 1849. W Rosji obowiązywał do wprowadzenia w 1918 systemu metrycznego (pud był używany jako jednostka masy przy określaniu plonów zbóż jeszcze w latach 30. XX w.)

## Podstawowe jednostki

Rosyjskie miary długości oparte na wymiarach ciała człowieka

### miary długości
- 1 cal (дюйм) = 0,0254 m
- 1 werszek (вершок) = 1 ¾ cala = 0,04445 m
- 1 stopa (фут) = 6 6/7 werszka = 0,3048 m
- 1 arszyn (аршин, miara podstawowa) = 28 cali = 16 werszków = 2 1/3 stopy = 0,7112 m
- 1 sążeń (сажень) = 3 arszyny = 2,134 m
- 1 wiorsta (верста) = 500 sążni = 1066,8 m
- 1 mila (миля) = 7 wiorst = 7 467,6 m

### rolne miary powierzchni
- 1 sążeń kwadratowy (квадратный сажень) = 4,5522 m²
- 1 ośmina (осьминник) = 800 sążni kwadratowych = 3641,8 m²
- 1 dziesięcina skarbowa (miara podstawowa) = 3 ośminy = 10 925 m²

### miary objętości

#### ciał sypkich
- 1 garniec (miara podstawowa) = 3,2798 l
- 1 czetwiertyk = 8 garncy = 26,238 l
- 1 ośmina = 4 czetwiertyki = 104,95 l
- 1 kadź = 8 ośmin = 839,63 l
- 1 łaszt = 4 kadzie = 3358 l

#### cieczy
- 1 sztof = 1,230 l
- 1 wiadro = 10 sztofów = 12,3 l
- 1 anker = 3 wiadra = 36,898 l
- 1 beczka = 13 1/3 ankera = 492 l

### miary masy
- 1 łut = 0,0128 kg
- 1 funt (miara podstawowa) = 32 łuty = 0,4095 kg
- 1 pud = 40 funtów = 16,38 kg
- 1 berkowiec = 10 pudów = 163,8 kg